# Ofeliano de Almeida
Ofeliano de Almeida, nascido Eduardo Ebenezer Ofeliano de Almeida (São Paulo, 11 de novembro de 1954) é um ilustrador e desenhista histórias em quadrinhos e de storyboards autodidata. Um de suas maiores trabalhos foi o Leão Negro, publicado em co-autoria com Cynthia Carvalho, idealizadora dos personagens, a série chegou a ser editado em Portugal pela Meribérica.
Trabalha atualmente com storyboards para filmes como Cidade de Deus, Outras Estórias, Deus é Brasileiro, Caramuru e O Auto da Compadecida e telenovelas e séries como Coração de Estudante, Desejos de Mulher, A Grande Família, Labirinto, A Justiceira, O Clone e A Casa das Sete Mulheres.
Fez uma história em quadrinhos onde o cartunista Péricles encontra seu personagem, O Amigo da Onça, a HQ deu origem ao curta-metragem A Última do Amigo da Onça de 2005, onde participou fornecendo o argumento e storyboards, no ano seguinte, foi premiado na categoria melhor argumento no Festival Guarnicê de Cinema.
Animação

## Biografia
Começou no ramo aos 19 anos ilustrando jogos e piadas para a revista infantil Miau (Vecchi) Trabalhou para as Lojas Americanas, ilustrando manuais para os funcionários da empresa.

## Criações
- Notícias dos Quadrinhos (fanzine)[4]
- Editor da Revista Medo/Almanaque Medo (Press Editorial)
- Desenhou para as revistas Spektro, Pesadelo, Coleção Assombração, etc.
- Cadernos de um suicida (Pesadelo)
- Anjo Arnaldo (Coleção Assombração, Ediouro)
- A Última do Amigo da Onça (argumento e storyboard)

## Influências
- Péricles Maranhão (Amigo da Onça); Hal Foster (Príncipe Valente); Antônio Euzébio e ilustradores dos livros de Monteiro Lobato; Ivo Milazzo; Jack Kirby; Gene Colan; Jim Steranko; Joe Kubert; Steve Ditko; Neal Adams; Wally Wood; Desenhistas da EC Comics; Robert Gigi; Milo Manara; Hugo Pratt; Jorge Zafino; Alberto Breccia; Richard Corben, Moacy Cirne, entre outros.